# Mzilate
Mzilate  (in arabo امزيلات‎?) è un centro abitato e comune rurale del Marocco situato nella provincia di Essaouira, regione di Marrakech-Safi. Conta una popolazione di 4 209 abitanti (censimento 2014).